# Kuchnia australijska
Kuchnia australijska – tradycyjna kuchnia Australijczyków polegała na angielskich potrawach przywiezionych do Australii przez emigrantów i zesłańców z Anglii. Tę niezbyt wyrafinowaną kuchnię zdominowały: niedzielna pieczeń, kotlety z kością z rusztu i inne potrawy z mięsa podawane najczęściej z warzywami (potocznie zwanymi three veg – „trzy warzywa”) takimi jak ziemniaki, marchewka, groszek czy fasola (w większości przypadków podawanych w typowy dla Anglików sposób – miękkie i długo gotowane). Jednak w czasie ostatnich trzydziestu lat w kuchni australijskiej zaszły duże zmiany związane głównie z australijską polityką wielokulturowości i otwarciem Australii na przybyszów z zewnątrz.

## Tło historyczne
Współczesna kuchnia australijska bazuje na wyborze wszystkiego co najlepsze z wielu kuchni świata, ze szczególnym uwzględnieniem kuchni sąsiadów Australii z południowo-wschodniej Azji i południowej Europy (kuchnie: grecka, libańska, włoska), skąd pochodzi większość emigrantów. W ostatnich latach bardziej znana staje się kuchnia polska, szczególnie za sprawą kiełbas, pierogów i wyrobów cukierniczych (z dużym wskazaniem na pączki). W Australii można kupić praktycznie wszystkie odmiany świeżych warzyw i owoców z całego świata bez względu na porę roku i obecnym trendem (popieranym przez wiele rządowych inicjatyw i programów) jest przechodzenie na zdrowe potrawy z niską zawartością soli i tłuszczu, zawierające dużo mięsa i lekko tylko gotowanych warzyw.

## Oryginalna kuchnia australijska

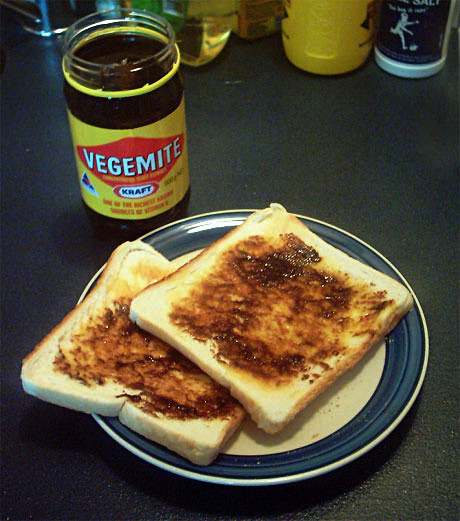
Vegemite na grzankach

Najbardziej australijskim z australijskich dodatkiem do potraw jest vegemite (pasta do smarowania chleba, np. dampera, zrobiona z wyciągu z drożdży). Głównie spożywana przez dzieci, ma bardzo silny i charakterystyczny smak i zapach – nie spotyka się jej poza Australią.
Bardzo popularne są czekoladowe biszkopty „Tim Tam”, które także są sprzedawane tylko w Australii. Jeden z tradycyjnych sposobów ich konsumowania polega na odłamaniu rogów po przekątnej biszkopta i wypicie przez taką „rurkę” kawy lub herbaty.
Desery wymyślone w Australii lub przez Australijczyków:
- Pavlova – (Pawłowa) odmiana bardzo lekkiego torcika bezowego, nazwanego na cześć tancerki baletowej Anny Pawłowej (Анна Павлова); pochodzenie ciasta nie jest jednak do końca jasne – Nowozelandczycy uważają, że zostało wynalezione w ich kraju
- Anzac biscuits – ciasteczka anzac pochodzące z okresu I wojny światowej, przepis na nie został specjalnie wymyślony w taki sposób, aby ciasteczka te przetrwały bez problemu długą podróż z Australii do żołnierzy australijskich walczących w Europie
- Lamingtony – ciasto biszkoptowe w formie kostki, oblane warstwą czekolady, dżemu i gęsto obsypane wiórkami kokosowymi; powstały poprzez skomponowanie elementów z kuchni greckiej, włoskiej oraz tajskiej